# 吳明林
吳明林（英語：Michael Ng，1946年—），香港資深傳媒工作者。他早年就讀何文田官立中學，並於1965年中六畢業。1969年畢業於香港中文大學新亞書院新聞及傳播學系，同年加入《星島日報》。1975年，吳明林獲得香港記者協會「最佳記者獎」，翌年考取獎學金，負笈威爾斯卡迪夫湯普遜基金會修讀財經新聞。 吳明林亦曾到英國BBC電台及夏威夷東西文化中心等機構進修。吳明林1978年任香港電台新聞部總編輯，1983年擔任香港電台新聞主管，亦是該電台時事節目《城市論壇》、《議事論事》、《頭條新聞》的始創人及第一代節目主持。
1992年，吳明林移民加拿大，吳明林於《溫哥華中文電台》任台長及總經理。1995年回港，以「自由人」身份從事傳媒工作，包括香港電台《九十年代》節目主持人。1998年3月向香港電台辭職，後於新城電台與蕭若元主持節目《平息你的風波》。其後主持的節目有《中環104》、《財雄勢大》及《明茶館》等，現時多以「自由人」身分工作。
2010年6月17日，吳明林主持曾蔭權行政長官與余若薇議員的政改方案電視辯論，當中公眾提問的問題，由主持人吳明林、醫管局主席胡定旭及香港大學法律學系助理教授張達明組成的3人小組預先審閱。
2012年3月19日，吳明林主持2012年行政長官候選人答問大會時，將其中一位候選人梁振英介紹成梁英年，與同場對手唐英年的名搞亂。